# Thousand Mile Tree

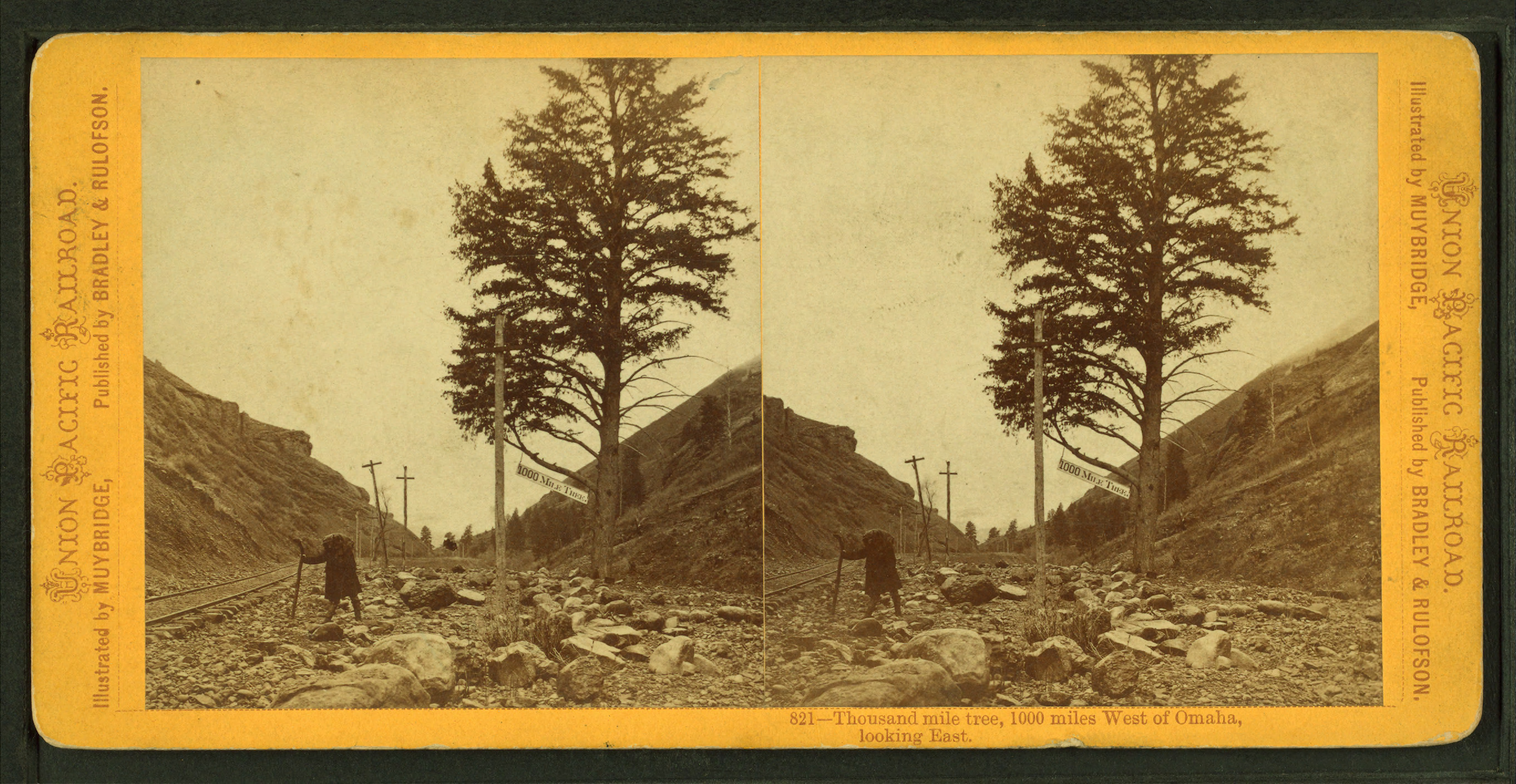
The Thousand Mile Tree Muybridge #821 (c1870)

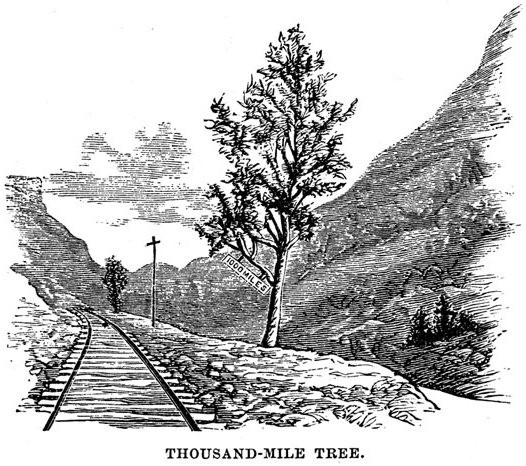
Griggs Engraving (1878)

A Thousand Mile Tree (Ezer mérföldes fa) egy fenyőfa a Weber Kanyonban, a Utah állambeli Henefer település közelében, a Union Pacific vasúttársaság Overland Route nevű vasútvonala mentén. 1869 januárjában a vasútvonal gréderei egy hasonló fát találtak az általuk épített vonal mellett állva, amely véletlenül pontosan ezer mérföldnyire volt nyugatra Omaha/Council Bluffs városoktól, az első transzkontinentális vasútvonal keleti végpontjától.
Az eredeti Thousand Mile Tree a Weber folyó mentén állt, a transzkontinentális vonal nyugati irányú Union Pacific szakaszának építés alatt álló emelkedője mellett, a Wilhelmina-hágó néven ismert helyen, 5257 láb (1602 m) tengerszint feletti magasságban. Don Strack utahi vasúttörténész és író Eastbound To Wahsatch-Union Pacific's Route Through Weber and Echo Canyons című cikkében írja, hogy 1869. január 15-ét követően körülbelül egy héttel "a sínek elérték egy nagy, 27 m (90 láb) magas fa helyét, amely történetesen pontosan 1000 mérföldre volt Omahától, és hamarosan egy táblát akasztottak ki a fára, amely ezt a tényt egyértelműen jelezte.
"A fa a szurdok közepén állt a Felső-Wéber-völgyben lévő Henefer és a Devil's Slide közötti szurdok közepén, amely egy egyedülálló geológiai képződmény, a kanyon aljáról függőlegesen futó, mészkőből álló ikergerincekből áll. Az Ezer mérföldes fával (Thousand Mile Tree) együtt a Devil's Slide azonnal az összes arra járó vonat által érintett látványossággá vált. A Devil's Slide-tól keletre található szurdokot Wilhelmina's Pass-nak nevezték el, és a Union Pacific hivatalos fotósa, A. J. Russell számos képet készített róla az új vonalról készített sztereográfiai körútja során. Bár a szurdokot jelentősen megváltoztatták a mai 84-es autópálya miatt, a legtöbb korai vonat megállt, hogy az utasok megcsodálhassák a nevezetességet, és Ogdenből több kirándulóvonatot is szerveztek a Wilhelmina's Pass, a Thousand Mile Tree és a Devil's Slide megtekintésére.".
1900-ra az eredeti Thousand Mile Tree elpusztult, és még az év szeptemberében eltávolították. A vonal későbbi módosításai a távolságot ezen a ponton 1000 mérföldről 959,66 mérföldre (1544,42 km) csökkentették, de ennek ellenére 1982-ben a Union Pacific új fát ültetett a hely emlékére. Ez a bizonyos fa ma az eredeti transzkontinentális vonal mentén egy speciális kerítéssel körülvett területen áll, ahol mára már több mint 9,1 méter magasra nőtt.
2016-ban az Anchor Brewing által 42. alkalommal főzött "Our Special Ale" sör címkéjének grafikáján Jim Stitt "Thousand Mile Tree" rajza szerepelt.